# William Jordan (roddare)
William Conrad "Bill" Jordan, född 25 juni 1898 i Cleveland, död 13 juli 1968 i Springfield, var en amerikansk roddare.
Jordan blev olympisk guldmedaljör i åtta med styrman vid sommarspelen 1920 i Antwerpen.